# ピレネー (ビクトリア州)
座標: 南緯37度6分59.49秒 東経143度18分48.82秒 / 南緯37.1165250度 東経143.3135611度 Template:Infobox wine region

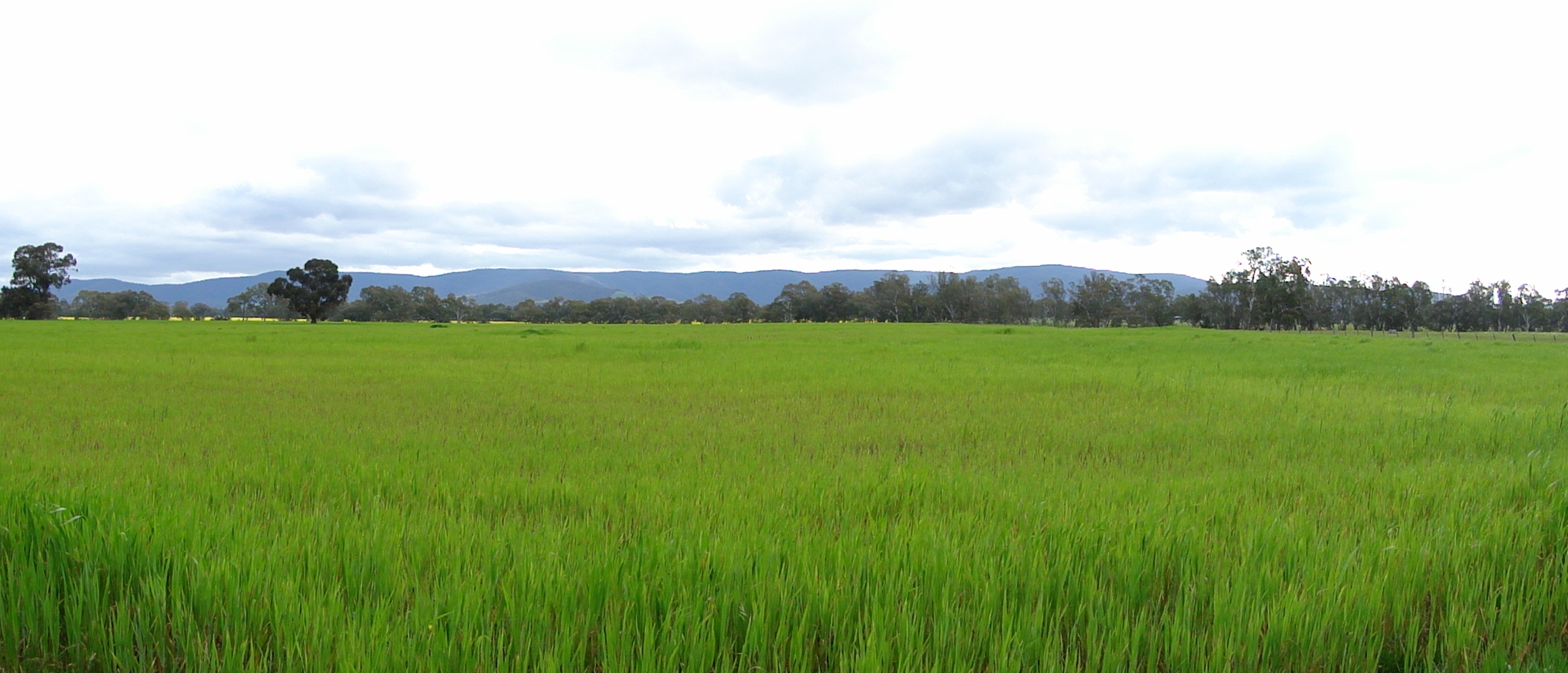
ビクトリア州ピレネー地区

ピレネー地区（ピレネーちく、英：The ''Pyrenees''）は、オーストラリアメルボルンの北西、ビクトリア州のアヴォカという町の近くにある丘陵地帯である。
1850年代にゴールドラッシュが起こり、メルボルンや中国、ヨーロッパから多数の人々が流入してきた所である。
現在は、ブドウ栽培が盛んで田園風景とワインで有名である。